# The Tok'ra I (Stargate SG-1)
The Tok'ra I (Los Tok'ra, Parte 1 en Latinoamérica, La Tok'ra, Parte 1 en España) es el decimoprimer episodio de la segunda temporada de la serie de televisión de ciencia ficción Stargate SG-1. Corresponde a la Parte 1 de 2 episodios, siendo seguida por The Tok'ra II. Es también el trigésimo tercero episodio de toda la serie. 

## Trama
Al morir el Tok'ra Jolinar, una marca de proteína que contenía los recuerdos de aquel, fue dejada en la memoria de la Capitana Carter. Pronto esta comienza a tener visiones del hogar de Jolinar, y a través de estas visiones el SGC aprende más de la Tok'ra, una estirpe de los Goa'uld que esta contra de la naturaleza parásita de su especie, y comparten los cuerpos con sus anfitriones en una relación muy simbiótica. Después de que Carter recordara la dirección del mundo Tok’ra, el SG-1es enviado a hacer contacto con ellos. Llegan a un mundo desértico que parece no tener rastros de vida, pero explorando son rodeados por miembros de la Tok'ra, que utilizan un sistema de los anillos para teletransportar entre la superficie y su base subterránea. Carter descubre que recuerda a un Tok'ra especial, Martouf, él último amor de Jolinar. Ella se da cuenta de que debido a las memorias de Jolinar, ella también está encariñada con Martouf, pero decide no hacer caso a esta conexión, por lo menos ahora.
Martouf y su grupo llevan al SG-1 a la base de Tok'ra bajo tierra. Los Tok'ra revelan que construyen sus bases con los cristales especiales que crean túneles masivos para ocultarlos de los Goa'uld, que los buscan con frecuencia en mundos al azar. Luego conocen Garshaw, la líder Tok'ra, que reacciona fuertemente al llamar a los Tok'ra, Goa'uld. El SG-1 propone formar una alianza entre la Tok'ra y la Tierra, pero los Tok'ra creen que lo único ofrecible por la Tierra son anfitriones, incluso ofrecieron a los miembros del equipo ser anfitrión de Selmak, un Tok'ra cuyo anfitrión es una mujer muy vieja y pronto morirá, debido a que los Tok’ra no usan el Sarcófago por considerar que este borra su bondad. Rápidamente el equipo rechaza esa opción, debido a sus prejuicios personales contra la simbiosis.
La Tok'ra se siente un poco ofendida, y Garshaw dice que si no pueden dar anfitriones entonces es imposible formar una alianza. El Alto consejo Tok'ra aborda el tema y también decide lo mismo. Al querer irse por no conseguir un acuerdo, el SG-1 es informado que no pueden hacerlo, debido a que conocen la dirección de la base y por tanto son un peligro de seguridad. En ese momento el SG-3 llega e informa a Carter que su padre, Jacob, está muy mal y que posiblemente pronto sucumbirá. Carter a pesar de que sabe que su padre no quiere que lo vea “perdiendo una batalla con un enemigo que no pude ni ver”, desea volver, pero como dijo Garshaw esto no es posible, por lo que los 2 equipos SG son, por ahora “Huéspedes” de los Tok’ra hasta que estos se vean obligados a cambiar de base.

## Artistas invitados
- Carmen Argenziano como Jacob Carter.
- J. R. Bourne como Martouf/Lantesh.
- Sarah Douglas como Garshaw.
- Winston Rekert como Cordesh.
- Steve Makaj como el Coronel Makepeace.
- Joy Coghill como Selmak/Saroosh.
- Laara Sadiq como la Técnico Davis.
- Tosca Baggoo como la Consejera Tok'ra.
- Roger Haskett como el Doctor.
- Stephen Tibbetts como el Guardia.